# Oddvika
Die Oddvika (norwegisch) ist eine Bucht an der Prinz-Harald-Küste des ostantarktischen Königin-Maud-Lands. Als Nebenbucht der Lützow-Holm-Bucht liegt sie zwischen der Landspitze Kjukevågsodden und dem Skallebreen.
Wissenschaftler des Norwegischen Polarinstituts benannten sie 1946 in Anlehnung an die Benennung der benachbarten Landspitze.